# Kečka (Niżne Tatry)
Kečka (1529 m) – szczyt w Niżnych Tatrach na Słowacji. Wznosi się w ich wschodniej części, w tzw. Kráľovohoľskich Tatrach, w bocznym grzbiecie oddzielającym dolinę Štiavnička od doliny Hronu.
Jest to jeden z wyższych szczytów Kráľovohoľskich Tatr. Od północno-wschodniej strony sąsiaduje ze szczytem Beňuška (1542 m). Szczyty te znajdują się blisko siebie i oddzielone są bardzo płytką przełączką, tak, że tworzą jeden masyw. W zachodnim kierunku od masywu tego odchodzi krótki grzbiet oddzielający dwie dolinki będące odgałęzieniami Štiavnički: Báchlač i Jasienok. Południowy grzbiet Kečki rozgałęzia się na dwa ramiona obejmujące dolinę potoku Hlboká. Wschodnie stoki Kečki opadają do Beňušskiej doliny.
Kečkę porasta las, ale w 2019 roku duża część zboczy jest bezleśna. Są to skutki wielkiej wichury, która powaliła las. Tylko najwyższe partie szczytu znajdują się w obrębie Parku Narodowego Niżne Tatry, większa część stoków jest poza granicami parku.

## Turystyka
Przez szczyt prowadzi zielony szlak. Z powodu wielkich wiatrołomów roztacza się z niego szeroka panorama widokowa.
  Sedlo za Lenivou – Beňuška – Kečka – Beňuš. Odległość 9,7 km, suma podejść 204 m, suma zejść 1024 m, czas przejścia 3,05 h (z powrotem 3,50 h)